# Here I Am (album de Blue System)
Pour les articles homonymes, voir Here I Am.
Albums de Blue System
Body to Body
(1996)
Singles
Here I Am est le 13e et dernier album du groupe Blue System sorti le 28 décembre 1997.

## Titres
1. Love Will Drive Me Crazy - 3:35
2. Anything - 3:42
3. I Miss You - 3:47
4. I Love The Way You Are - 4:36
5. Don't Do That - 3:45
6. Baby Believe Me - 3:39
7. You Are Lyin' - 3:47
8. C'est La Vie - 3:25
9. Every Day, Every Night - 3:31
10. Shame Shame Shame - 3:40
11. I Believe You Are An Angel - 4:01